# Lijst van spelers van het Montenegrijnse voetbalelftal
Deze lijst van spelers van het Montenegrijns voetbalelftal geeft een overzicht van alle voetballers die minimaal acht interlands achter hun naam hebben staan voor Montenegro. Vetgedrukte spelers zijn in 2013 nog voor de nationale ploeg uitgekomen.

## Overzicht
- Bijgewerkt tot en met oefenduel tegen  Luxemburg op 17 november 2013

| Naam speler       | Interlands | Goals | Debuut | Laatst |
| ----------------- | ---------- | ----- | ------ | ------ |
| Elsad Zverotić    | 44         | 4     | 2008   | 2013   |
| Simon Vukčević    | 43         | 2     | 2007   | 2013   |
| Savo Pavićević    | 37         | 0     | 2007   | 2013   |
| Mirko Vučinić     | 37         | 15    | 2007   | 2013   |
| Vladimir Božović  | 36         | 0     | 2007   | 2013   |
| Milan Jovanović   | 35         | 0     | 2007   | 2013   |
| Milorad Peković   | 34         | 0     | 2007   | 2013   |
| Mladen Božović    | 33         | 0     | 2007   | 2013   |
| Nikola Drinčić    | 32         | 3     | 2007   | 2013   |
| Stevan Jovetić    | 30         | 11    | 2007   | 2013   |
| Branko Bošković   | 27         | 2     | 2007   | 2013   |
| Marko Baša        | 26         | 1     | 2009   | 2013   |
| Radomir Đalović   | 26         | 7     | 2007   | 2012   |
| Vukašin Poleksić  | 26         | 0     | 2007   | 2013   |
| Miodrag Džudović  | 26         | 1     | 2008   | 2013   |
| Radoslav Batak    | 25         | 1     | 2007   | 2011   |
| Mitar Novaković   | 25         | 0     | 2007   | 2013   |
| Fatos Bećiraj     | 25         | 3     | 2009   | 2013   |
| Stefan Savić      | 25         | 2     | 2010   | 2013   |
| Luka Pejović      | 23         | 1     | 2007   | 2013   |
| Dejan Damjanović  | 22         | 6     | 2008   | 2013   |
| Andrija Delibašić | 21         | 6     | 2009   | 2013   |
| Mladen Kašćelan   | 18         | 0     | 2009   | 2013   |
| Jovan Tanasijević | 13         | 0     | 2007   | 2009   |
| Vladimir Volkov   | 11         | 0     | 2012   | 2013   |
| Filip Kasalica    | 10         | 1     | 2012   | 2013   |
| Igor Burzanović   | 8          | 2     | 2007   | 2008   |

FSCG · A-internationals · Bondscoaches · Statistieken · Montenegrijns vrouwenelftal · Montenegro U21 · Montenegro U20 · Montenegro U19 · Montenegro U17 · Servië en Montenegro U19 · Servië en Montenegro U17
2003 – 2006** · 
2007 – 2009 · 
2010 – 2019 ·
2020 − 2029
EK 2008 · 
EK 2012 · 
EK 2016
WK 2006** · 
WK 2010 · 
WK 2014 · 
WK 2018
OS 2004** · 
OS 2008 · 
OS 2012 · 
OS 2016
2007 · 
2008 · 
2009 · 
2010 · 
2011 · 
2012 · 
2013 · 
2014 · 
2015 · 
2016 · 
2017 ·
2018 ·
2019 ·
2020 ·
2021 ·
2022 ·
2023
Albanië ·
Armenië ·
Azerbeidzjan ·
België · 
Bosnië en Herzegovina ·
Bulgarije ·
Colombia ·
Cyprus ·
Denemarken · 
Engeland ·
Estland ·
Finland ·
Georgië ·
Ghana ·
Gibraltar ·
Griekenland ·
Hongarije ·
Ierland ·
IJsland ·
Iran · 
Israël ·
Italië ·
Japan ·
Kazachstan ·
Kosovo ·
Letland ·
Libanon ·
Liechtenstein ·
Litouwen ·
Luxemburg ·
Moldavië ·
Nederland ·
Noord-Ierland ·
Noord-Macedonië ·
Noorwegen ·
Oekraïne ·
Oezbekistan ·
Oostenrijk ·
Polen ·
Roemenië ·
Rusland · 
San Marino ·
Servië ·
Slovenië ·
Slowakije ·
Tsjechië ·
Turkije ·
Wales ·
Wit-Rusland ·
Zweden ·
Zwitserland
Argentinië (2006) · 
Ivoorkust (2006) · 
Nederland (2006)
** - Onder de naam Servië en Montenegro